# Skoll Foundation
Skoll Foundation é uma fundação privada com sede em Palo Alto, Califórnia. A fundação faz doações e investimentos destinados a reduzir a pobreza global. Jeffrey Skoll criou a fundação em 1999.
Os ativos totais da fundação (incluindo seus fundos afiliados) são de US$ 1,127 bilhão no final de 2018. As entidades combinadas fizeram doações totalizando cerca de US$ 71 milhões em 2018 (e desembolsos de US$ 56 milhões), com base em números não auditados relatados pela fundação. De acordo com as demonstrações financeiras auditadas mais recentes, as despesas não concedidas à fundação totalizaram cerca de US$ 17 milhões em 2018.

## História
Skoll criou a fundação em 1999 para financiar o empreendedorismo social por meio de prêmios, bolsas e programas educacionais nas universidades de Oxford e Harvard.
No final de 2003, a Skoll estabeleceu a Fundação Skoll privada. As duas entidades, que têm órgãos de governo distintos, mas compartilham funcionários e escritórios, operam em conjunto os programas de doação e outros programas da fundação.
Em 2001, Skoll contratou Sally Osberg, ex-diretora executiva fundadora do Children's Discovery Museum of San Jose. Osberg foi o primeiro funcionário, presidente e CEO da fundação. Osberg afirma que ela liderou a organização nas fases de inicialização, implementação e renovação. Osberg e seus colegas criaram plataformas para conectar membros da sociedade civil com líderes dos setores público e privado. Essas plataformas incluíram parcerias com o Sundance Festival e a Saïd Business School de Oxford.
Em 2018, Richard Fahey assumiu o cargo de presidente interino após 14 anos de liderança executiva na fundação.
Em fevereiro de 2019, Donald Gips foi nomeado CEO da fundação. Anteriormente, Gips serviu como embaixador dos EUA na República da África do Sul.
Em março de 2021, a fundação contratou Marla Blow como presidente e diretora de operações . Ela já havia atuado como vice-presidente sênior de impacto social na América do Norte para o Mastercard Center for Inclusive Growth.
A fundação, que se mudou para sua sede em Palo Alto em 2004, também colaborou estreitamente com o Skoll Global Threats Fund, estabelecido em 2009, para lidar com mudanças climáticas, pandemias, segurança hídrica, proliferação nuclear e conflitos no Oriente Médio. Algumas das iniciativas do fundo apoiadas pela fundação incluem um aplicativo, desenvolvido em parceria com o Ministério da Saúde do Brasil, que permitiu o monitoramento das condições de saúde e potencial infecção pelo vírus Zika durante as Olimpíadas de 2016; apoiando tecnologias de vigilância que identificam epidemias em seus primeiros surtos; e desenvolvimento de uma ferramenta on-line que ajudará os formuladores de políticas a identificar os pontos críticos globais de risco hídrico e segurança alimentar.
A fundação começou a financiar pesquisas sobre preparação e prevenção de pandemias em 2009. Simultaneamente, a organização financiou pesquisas sobre escassez de água em mudança climática, armas nucleares e conflitos no Oriente Médio; chamou isso de seu Fundo Global de Ameaças. Anteriormente, a fundação fez parceria com o braço filantrópico do Google, Google.org, para financiar a pesquisa de 2008 de Nathan Wolfe sobre transmissão entre espécies entre caçadores de carne de animais camaroneses. Em 2018, o fundo criou Ending Pandemics, uma organização sem fins lucrativos que surgiu de sua pesquisa sobre detecção de pandemia e resposta rápida.
Skoll aumentou a doação da fundação em 2020 para US$ 200 milhões para responder ao impacto econômico, de saúde e social da pandemia. A Rede Africana de Epidemiologia de Campo, um grupo que trabalha com os Centros Africanos de Controle e Prevenção de Doenças, foram os primeiros doadores relacionados ao COVID da fundação. A fundação também deu a sessenta e quatro beneficiários Skoll passados e atuais $ 50.000 em fundos de emergência durante este período.

## Skoll Center for Social Entrepreneurship da Universidade de Oxford
Em 2003, a fundação doou US$ 7,5 milhões para a Saïd Business School da Universidade de Oxford para estabelecer o Skoll Center for Social Entrepreneurship. O centro estuda e promove negócios com propósito social e hospeda um programa de MBA de um ano em empreendedorismo social. A doação também financiou uma palestra, diretor de programa, bolsistas visitantes, cinco bolsas para estudantes de MBA, bolsistas visitantes e o Fórum Mundial Skoll sobre Empreendedorismo Social. As atividades do Skoll Centre concentram-se na educação de líderes de mudança social, pesquisa prática e convocação de líderes no campo de mudança social. As atividades do Skoll Center se concentram na educação de líderes de mudança social, pesquisa prática e convocação de líderes no campo de mudança social.

## Skoll World Forum
O Fórum Mundial Skoll anual reúne líderes de empreendedorismo social na Said Business School para discutir soluções para os desafios sociais. A fundação realizou seu primeiro fórum em 2004. A participação foi de aproximadamente 1200 no Fórum de 2019, e os delegados representaram cerca de 80 países. O evento facilita o investimento de impacto.

### Oradores notáveis
- Kofi Annan, 2013[28]
- Malala Yousafzai, 2014[29]
- Desmond Tutu, 2015[30]
- Al Gore, 2016[31]
- Jimmy Carter, 2018[32]

## Os Prêmios Skoll de Empreendedorismo Social

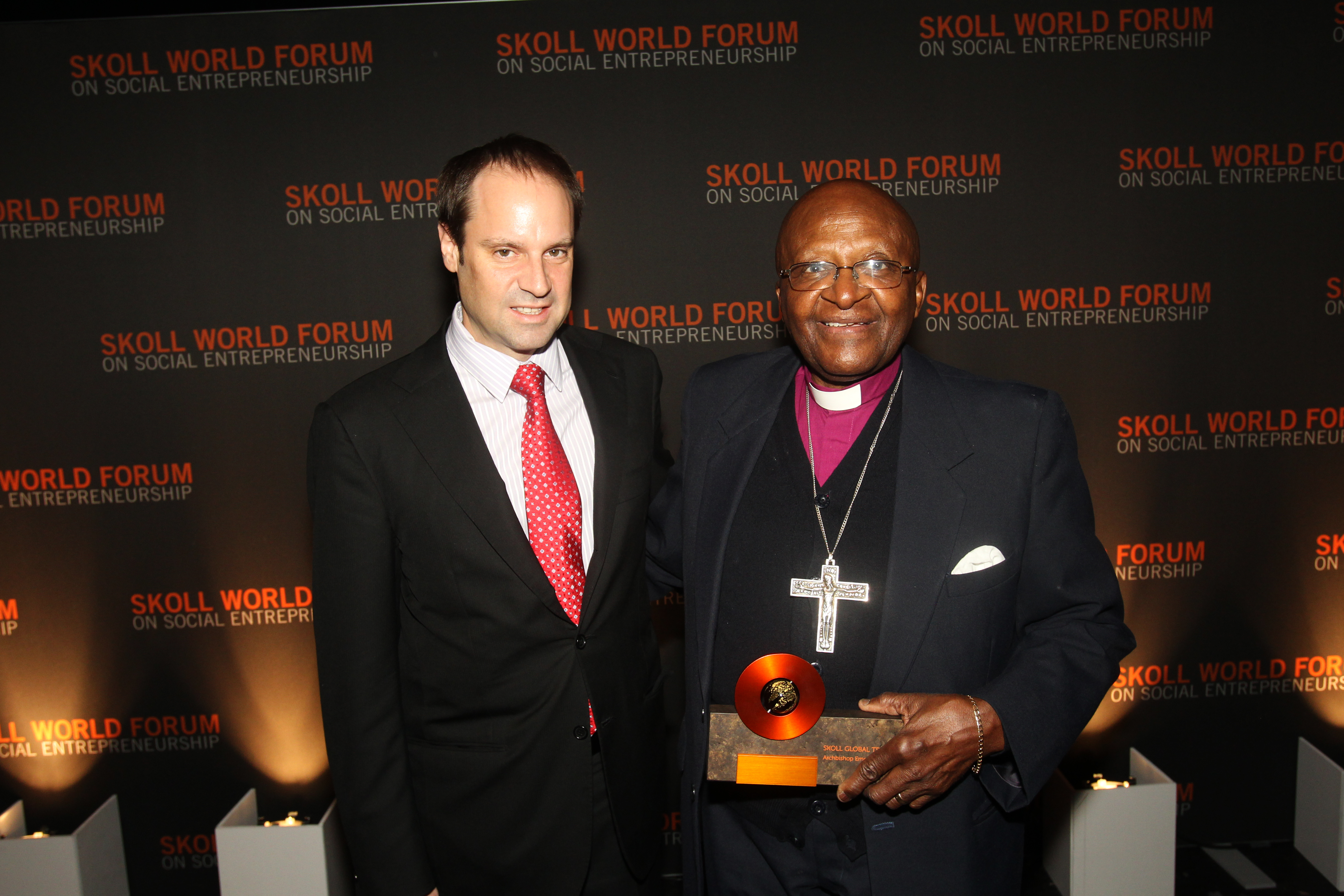
Jeffery Skoll (esquerda) e Desmond Tutu (direita) no Skoll Awards for Social Entrepreneurship

Todos os anos, a Fundação Skoll apresenta os Prêmios Skoll de Empreendedorismo Social. A fundação aceita indicações de dentro de sua rede. A lista a seguir de Skoll Awards organizados por ano. Skoll afirma que os prêmios são para aumentar a conscientização por meio da narrativa. “Sentimos que parte de nossa missão era criar uma cerimônia onde essas pessoas tivessem mais notoriedade.”
| Ano  | Organização                                                  | Premiado(s)                                        |
| ---- | ------------------------------------------------------------ | -------------------------------------------------- |
| 2005 | Barefoot College                                             | Bunker Roy                                         |
| 2005 | CAMFED                                                       | Ann Cotton                                         |
| 2005 | Fair Trade USA                                               | Paul Rice                                          |
| 2005 | Fundación Paraguaya                                          | Martin Burt                                        |
| 2005 | GoodWeave International                                      | Nina Smith                                         |
| 2005 | Institute for One World Health                               | Victoria Hale                                      |
| 2005 | International Development Enterprises                        | Amitabha Sadangi                                   |
| 2005 | KickStart International                                      | Nick Moon Martin Fisher                            |
| 2005 | Sonidos de la Tierra                                         | Luis Szaran                                        |
| 2006 | Afghan Institute of Learning                                 | Sakena Yacoobi                                     |
| 2006 | Aflatoun                                                     | Jeroo Billimoria                                   |
| 2006 | Benetech                                                     | Jim Fruchterman                                    |
| 2006 | Ceres                                                        | Mindy Lubber                                       |
| 2006 | Ciudad Saludable                                             | Albina Ruiz                                        |
| 2006 | Community and Individual Development Association City Campus | Taddy Blecher                                      |
| 2006 | Health Care Without Harm                                     | Gary Cohen                                         |
| 2006 | Institute for Development Studies and Practices              | Quratulain Bakhteari                               |
| 2006 | International Bridges to Justice                             | Karen I. Tse                                       |
| 2006 | PeerForward formally, College Summit                         | J.B. Schramm                                       |
| 2006 | Riders for Health                                            | - Barry Coleman - Andrea Coleman                   |
| 2006 | Room to Read                                                 | John Wood                                          |
| 2006 | Roots of Peace                                               | Heidi Kuhn                                         |
| 2006 | Saude Crianca                                                | Vera Cordeiro                                      |
| 2006 | Search for Common Ground                                     | - Susan Collin Marks - John Marks                  |
| 2006 | VillageReach                                                 | Blaise Judja-Sato                                  |
| 2007 | Fundacion Escuela Nueva                                      | Vicky Colbert                                      |
| 2007 | Gram Vikas                                                   | Joe Madiath                                        |
| 2007 | Kashf Foundation                                             | Roshaneh Zafar                                     |
| 2007 | Manchester Bidwell Corporation                               | William Strickland                                 |
| 2007 | Marine Stewardship Council                                   | Rupert Howes                                       |
| 2008 | Amazon Conservation Team                                     | - Mark Plotkin - Liliana Madrigal                  |
| 2008 | American Council on Renewable Energy                         | Michael Eckhart                                    |
| 2008 | Arzu                                                         | Connie Duckworth                                   |
| 2008 | Digital Divide Data                                          | - Jeremy Hockenstein - Mai Siriphongphanh          |
| 2008 | Kiva                                                         | - Premal Shah - Matt Flannery                      |
| 2008 | mothers2mothers                                              | - Gene Falk - Mitchell Besser                      |
| 2008 | OneSky                                                       | Jenny Bowen                                        |
| 2008 | Voice of the Free,formerly Visayan Forum Foundation          | Maria Cecilia Flores-Oebanda                       |
| 2009 | APOPO                                                        | Bart Weetjens                                      |
| 2009 | Bioregional Development Group                                | - Pooran Desai - Sue Riddlestone                   |
| 2009 | Gaia Amazonas                                                | Martin von Hildebrand                              |
| 2009 | INJAZ Al-Arab                                                | Soraya Salti                                       |
| 2009 | International Center for Transitional Justice                | Juan E. Méndez, Paul van Zyl                       |
| 2009 | Teach for All                                                | Wendy Kopp                                         |
| 2009 | Water.org                                                    | Gary White                                         |
| 2010 | Building Markets                                             | Scott Gilmore                                      |
| 2010 | Encore.org                                                   | Marc Freedman                                      |
| 2010 | Forest Trends                                                | Michael Jenkins                                    |
| 2010 | Imazon                                                       | - Carlos Souza Jr - Beto Verissimo                 |
| 2010 | One Acre Fund                                                | Andrew Young                                       |
| 2010 | Telapak                                                      | Ambrosuis Ruwindruarto, Silverius Oscar Unggul     |
| 2010 | Tostan                                                       | Molly Melching                                     |
| 2011 | Health Leads                                                 | Rebecca Onie                                       |
| 2011 | New Teacher Center                                           | Ellen Moir                                         |
| 2011 | Pratham                                                      | Madhav Chavan                                      |
| 2012 | Landesa                                                      | Tim Hanstad                                        |
| 2012 | Proximity Designs                                            | - Debbie Aung Din Taylor - Jim Taylor              |
| 2013 | Independent Diplomat                                         | Carne Ross                                         |
| 2014 | Khan Academy                                                 | Sal Khan                                           |
| 2014 | B Lab                                                        | - Jay Coen Gilbert - Bart Houlahan                 |
| 2014 | Fundación Capital                                            | Yves Moury                                         |
| 2014 | Girls Not Brides                                             | Mabel van Oranje                                   |
| 2014 | Global Witness                                               | - Simon Taylor - Charmian Gooch - Patrick Alley    |
| 2014 | Medic Mobile                                                 | Josh Nesbit                                        |
| 2014 | Slum Dwellers International                                  | Jockin Arputham                                    |
| 2014 | Water and Sanitation for the Urban Poor (WSUP)               | Sam Parker                                         |
| 2015 | Blue Ventures                                                | lasdair Harris                                     |
| 2015 | Educate Girls Foundation                                     | Safeena Husain                                     |
| 2015 | Foundation for Ecological Security                           | Jagdeesh Rao Puppala                               |
| 2015 | Institute of Public and Environmental Affairs                | Ma Jun (environmentalist)                          |
| 2016 | Breakthrough                                                 | - Mallika Dutt - Sonali Khan                       |
| 2016 | Equal Justice Initiative                                     | Bryan Stevenson                                    |
| 2016 | Living Goods                                                 | Chuck Slaughter                                    |
| 2016 | Namati                                                       | Vivek Maru                                         |
| 2016 | Videre                                                       | Oren Yakobovich                                    |
| 2017 | Babban Gona                                                  | Kola Masha                                         |
| 2017 | Build Change                                                 | Elizabeth Hausler                                  |
| 2017 | Last Mile Health                                             | Raj Panjabi                                        |
| 2017 | Polaris Project                                              | Bradley Myles                                      |
| 2018 | Code for America                                             | Jennifer Pahlka                                    |
| 2018 | Global Health Corps                                          | Barbara Bush                                       |
| 2018 | SELCO India                                                  | Selco Foundation                                   |
| 2019 | Crisis Text Line                                             | Nancy Lublin                                       |
| 2019 | Harambee Youth Employment Accelerator                        | - Nicola Galombik - Maryana Iskander               |
| 2019 | mPedigree                                                    | - Bright Simons - Selorm Branttie                  |
| 2019 | mPharma                                                      | Gregory Rockson                                    |
| 2019 | Thorn (organization)                                         | Julie Cordua                                       |
| 2020 | ARMMAN                                                       | Aparna hedge                                       |
| 2020 | Centre for Tech and Civil Life                               | - Tiana Epps-Johnson - Whitney May - Donny Bridges |
| 2020 | Glasswing International                                      | - Celina de Sola - Ken Baker                       |
| 2020 | Organized Crime and Corruption Reporting Project             | - Drew Sullivan - Paul Radu                        |
| 2020 | International Council on Clean Transportation                | Drew Kodjak                                        |